# Аллея Славы (Санкт-Петербург)
Аллея Славы — мемориальная пешеходная аллея в Кировском и Красносельском районах Санкт-Петербурга. Проходит от проспекта Народного Ополчения до Петергофского шоссе.

## Описание
Аллея Славы — часть мемориального комплекса «Кировский вал», входящего в «Зелёный пояс Славы Ленинграда». Аллея создана в 1966 году архитектором С. Г. Майофисом. Состоит из 900 берёз (по округлённому числу дней блокады), образующих аллею, и декоративных бетонных противотанковых надолбов вдоль аллеи. На надолбах приведены названия организаций, участвовавших в создании аллеи. Также вблизи аллеи находится ряд монументов, установленных в 1970-х — 1980-х годах. Комплекс «Кировский вал» включен в Единый государственный реестр объектов культурного наследия (памятников истории и культуры) народов Российской Федерации в качестве памятника истории федерального значения (нормативный акт: постановление Правительства РФ № 527 от 10.07.2001).

## Трассировка

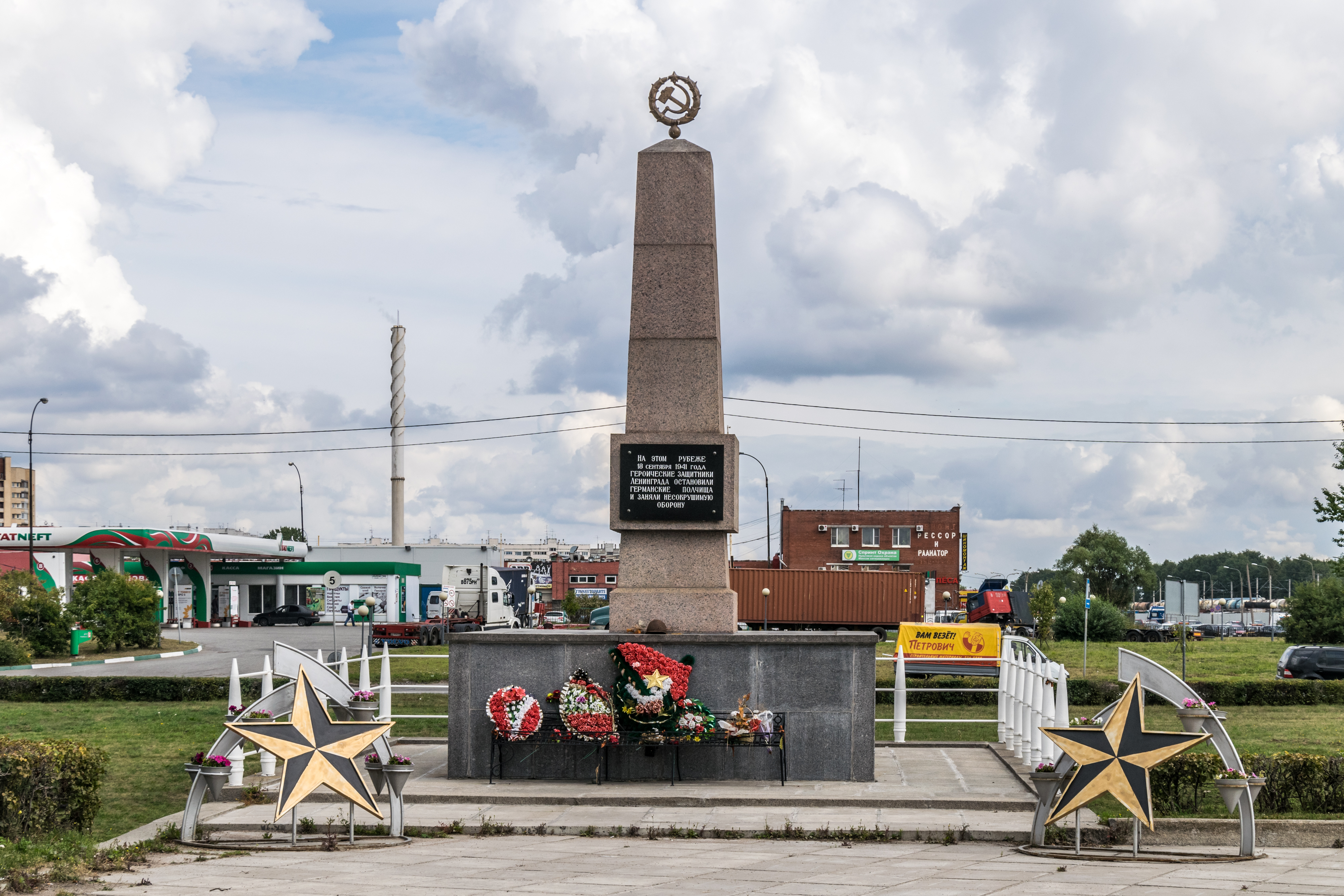
Обелиск воинского захоронения «Лигово»

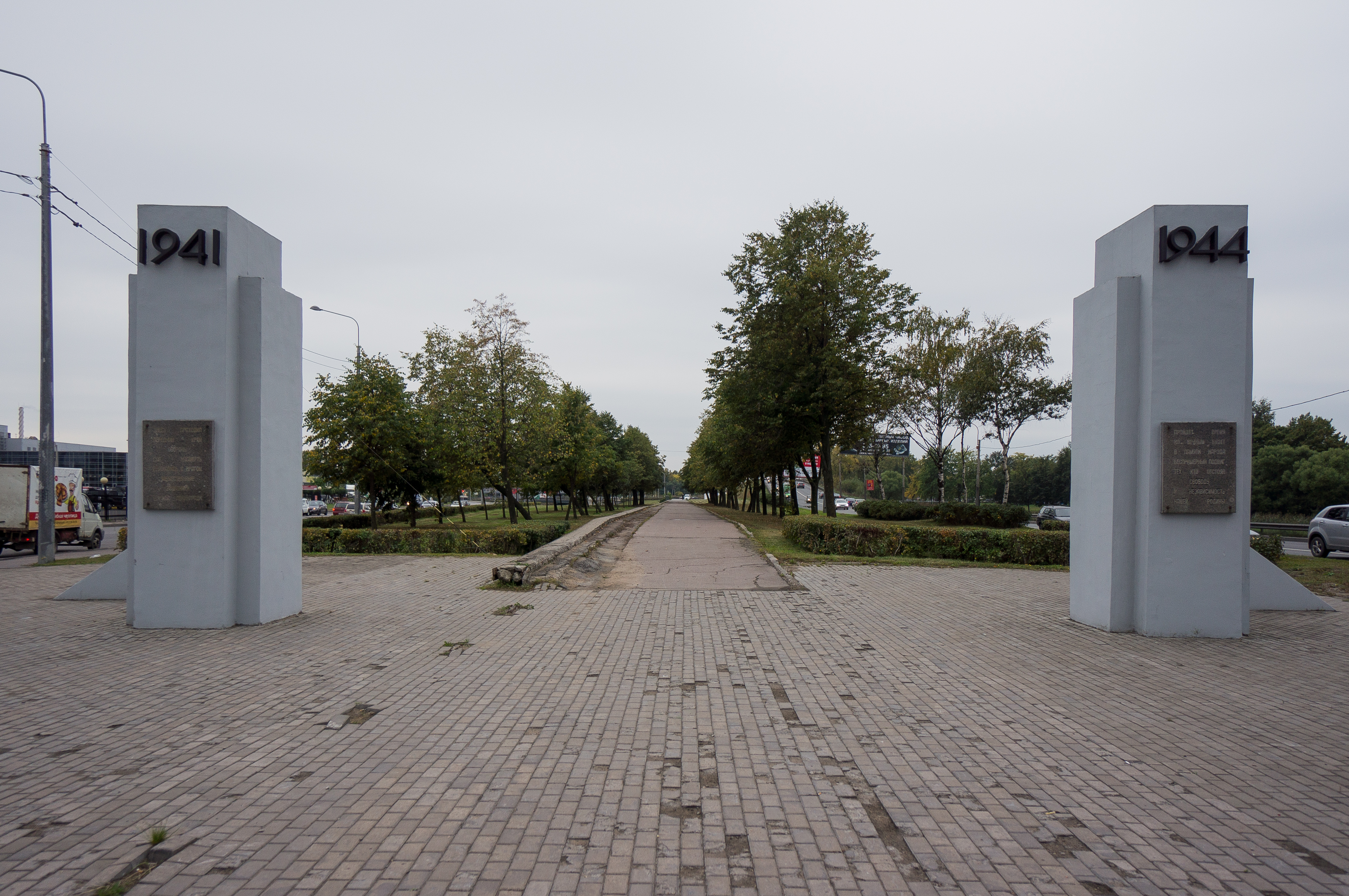
Памятные стелы-пилоны

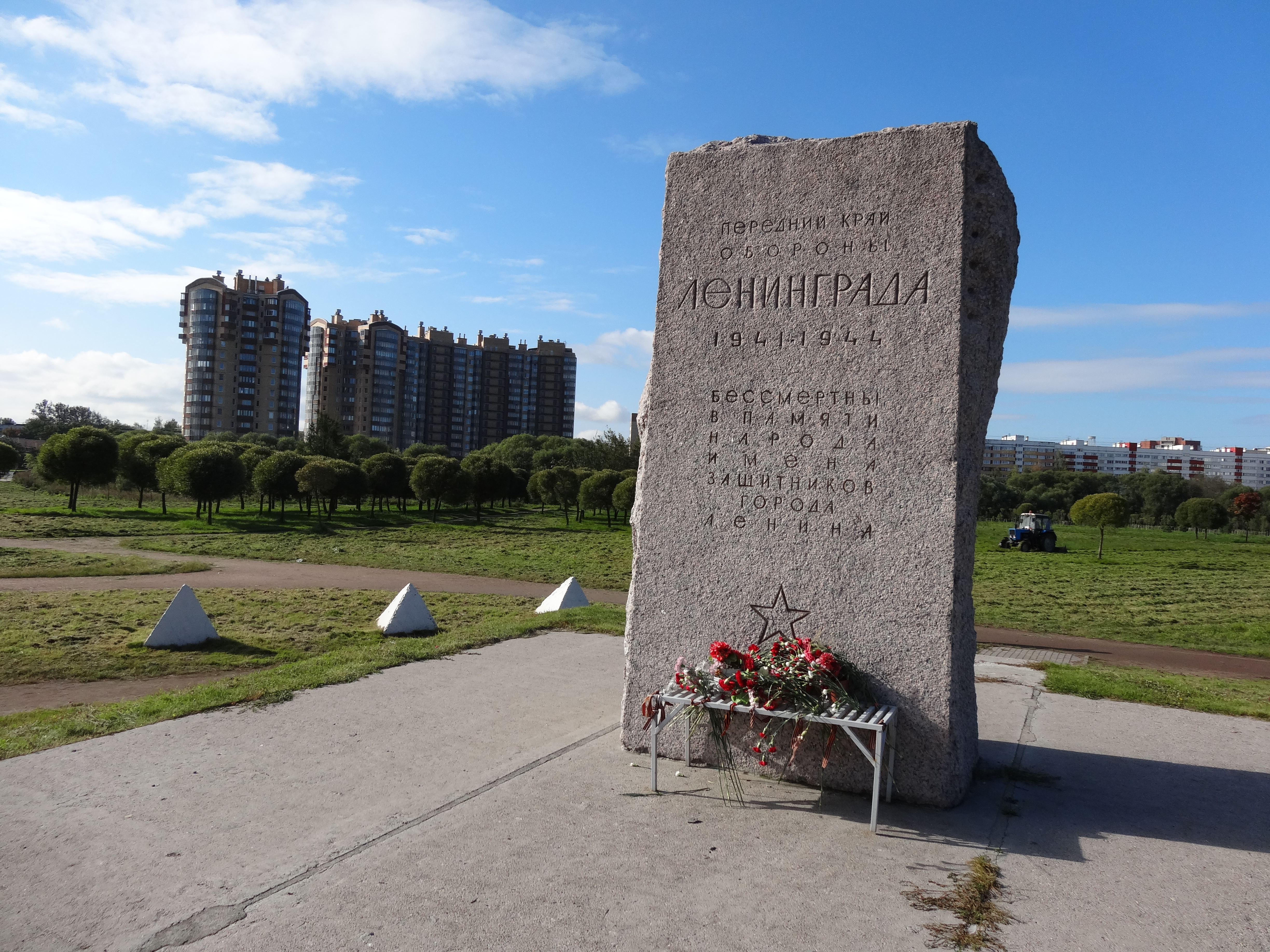
Стела «Передний край обороны»

Стела и якорь Зелёного пояса Славы

Аллея начинается в Кировском районе от проспекта Народного Ополчения объектом 1946 г. (на карте), далее находится обелиск и воинское захоронение «Лигово», сквер «Передний Край Обороны». Затем аллея проходит по мосту через р. Дудергофку. Далее находятся памятные стелы на переднем крае обороны. Затем аллея прерывается проспектом Маршала Жукова, за ним переходит в Красносельский район. Далее находятся надолбы и стела «Передний край обороны», далее аллея следует в сторону проспекта Ветеранов, снова пересекает по мосту р. Дудергофку (учётный номер сооружения 78:40:8461А:0:19), прерывается проспектом Ветеранов, далее следует через Полежаевский парк, пересекает Дудергофский канал через вантовый мост. Конец аллеи Славы находится у Петергофского шоссе, где находится площадка с памятником — стелой и якорем.

### Обелиск и воинское захоронение «Лигово»
Объект культурного наследия народов РФ федерального значения. Рег. № 781510212330006 (ЕГРОКН). Объект № 7810229000 (БД Викигида)
Текст на табличке: «На этом рубеже 18 сентября 1941 года героические защитники Ленинграда остановили германские полчища и заняли несокрушимую оборону»

Мемориал формировался в 1977 и 1985 годах. Архитекторы: В. М. Иванов, К. Л. Иогансен, В. А. Петров. Первый бетонный обелиск установлен в 1944 г. (арх. К. Л. Иогансен и В. А. Петров).

Балясины ограды выполнены в виде снарядов. Обелиск гранитный.
В составе мемориала «Лигово» находится братская могила защитников Ленинграда. По разным данным, в братской могиле похоронено 792 человека (ОБД «Мемориал») или 996 человек (Военный комиссариат по Адмиралтейскому и Кировскому районам)

### Памятные стелы
Две стелы в виде пилонов по бокам аллеи с датами 1941 и 1944

Текст на мемориальных досках: «Здесь проходил передний край обороны, где насмерть сражались с врагом мужественные защитники города Ленинграда. Пройдёт время, но вечным будет в памяти народа беспримерный подвиг тех, кто отстоял свободу и независимость нашей Родины».

Установлены в 1977 г.

### Стела «Передний край обороны»
Надпись на стеле: «Передний край обороны Ленинграда 1941—1944. Бессмертны в памяти народа имена защитников города Ленина». Слева от камня — линия противотанковых надолбов.

### Стела и якорь
Объект культурного наследия народов РФ федерального значения. Рег. № 781510213500006 (ЕГРОКН). Объект № 7810783000 (БД Викигида)
Памятник, венчающий Аллею славы.

Установлен в 1968 г. Архитектор А. И. Экснер, скульпторы Ю. С. Жмаев и А. Н. Кологин.

Текст на стеле: «Здесь проходила передняя линия обороны Ленинграда в Великой Отечественной войне 1941—1945 годов».

## Галерея

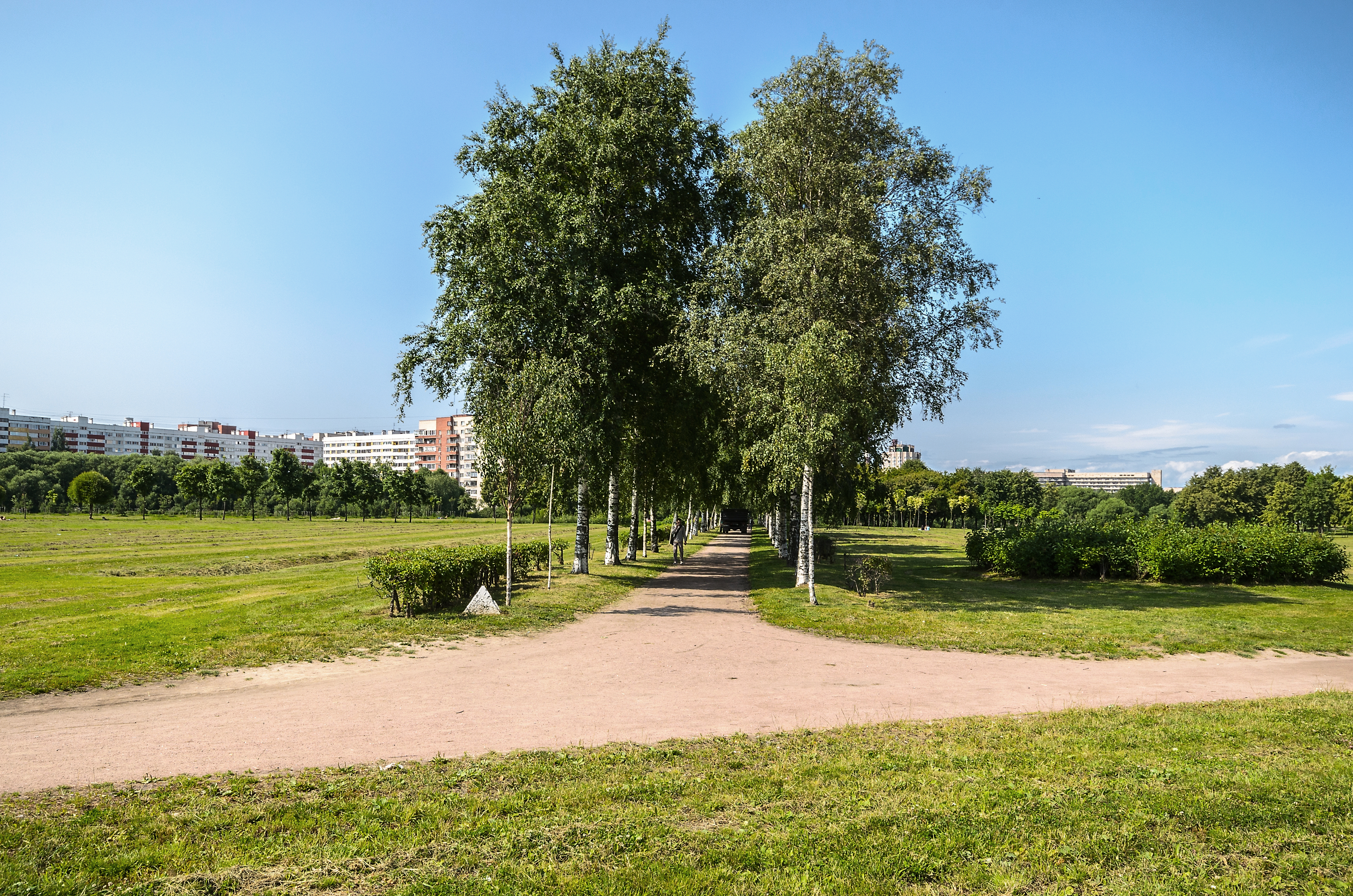
Аллея Славы, общий вид
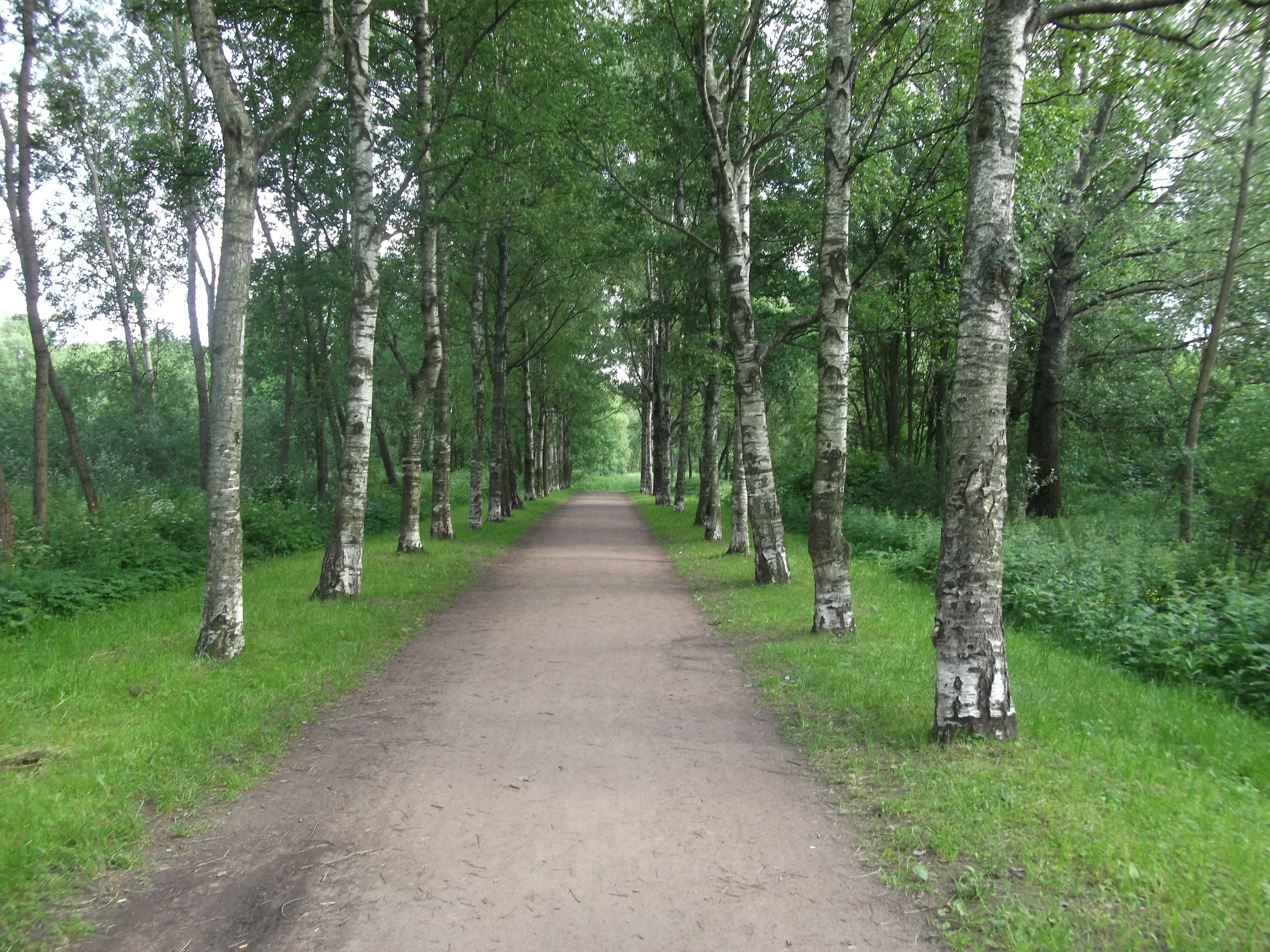
Берёзовая аллея
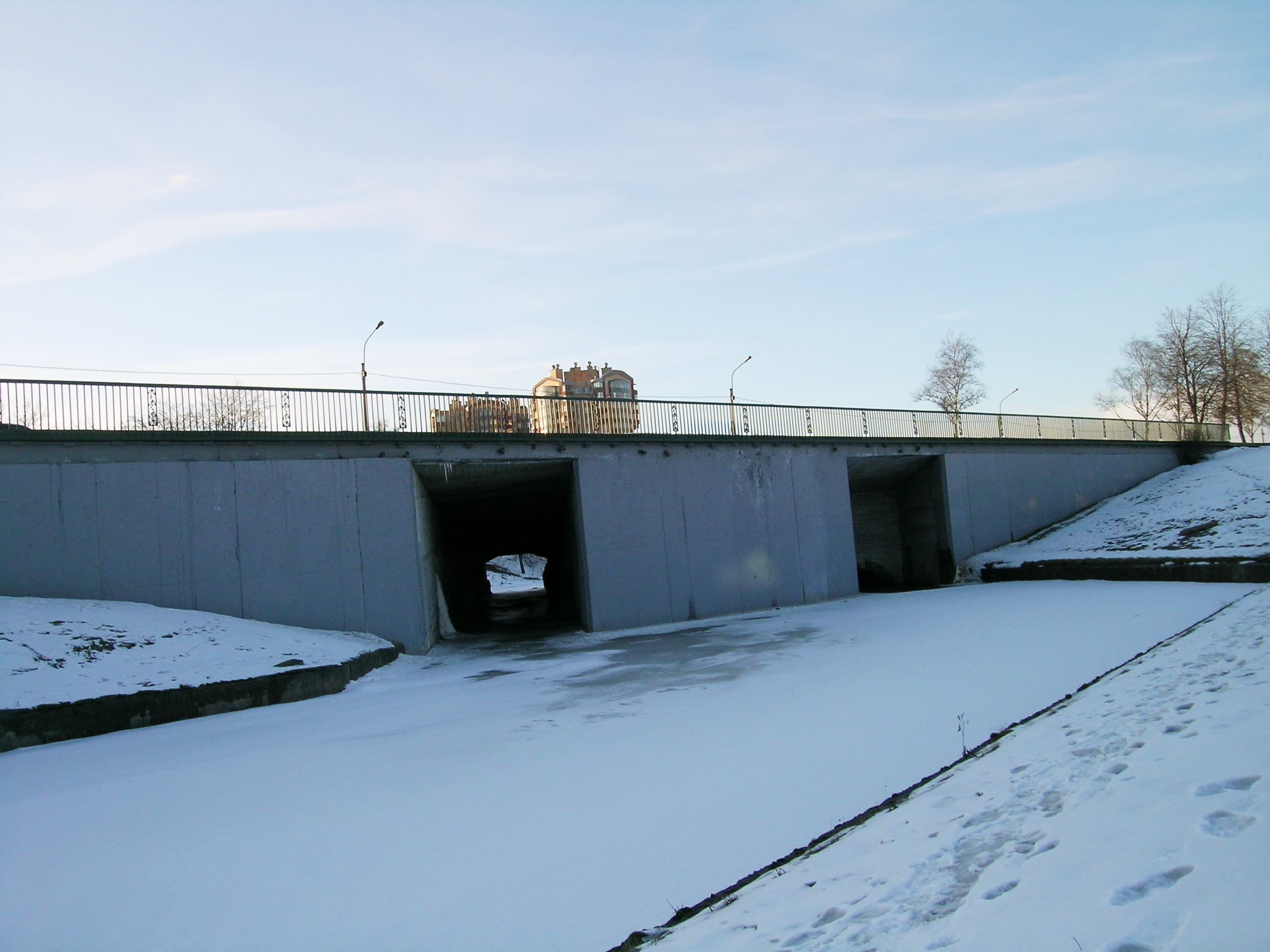
Мост через р. Дудергофку. В решётке использован растительный орнамент
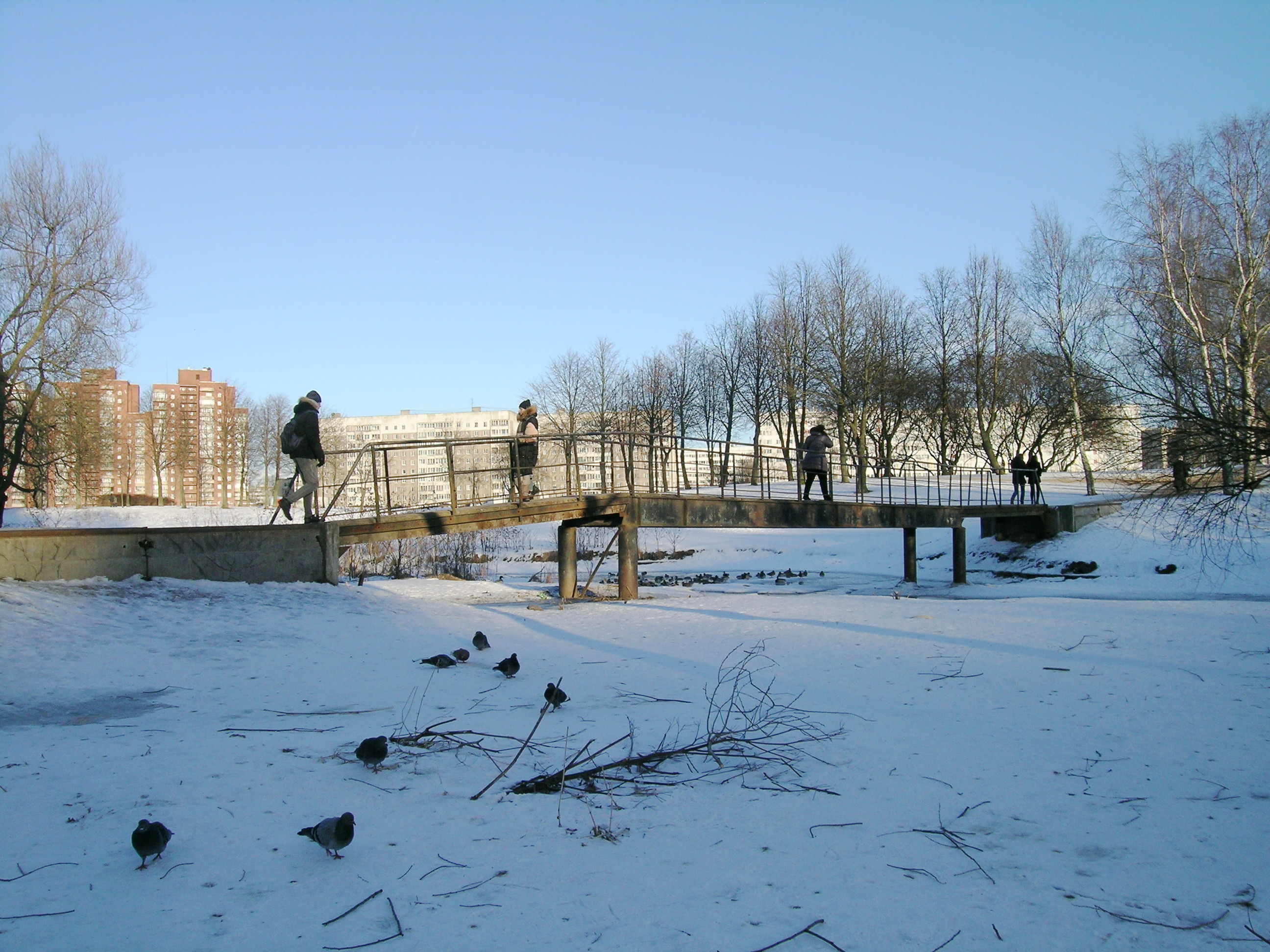
Второй мост через р. Дудергофку
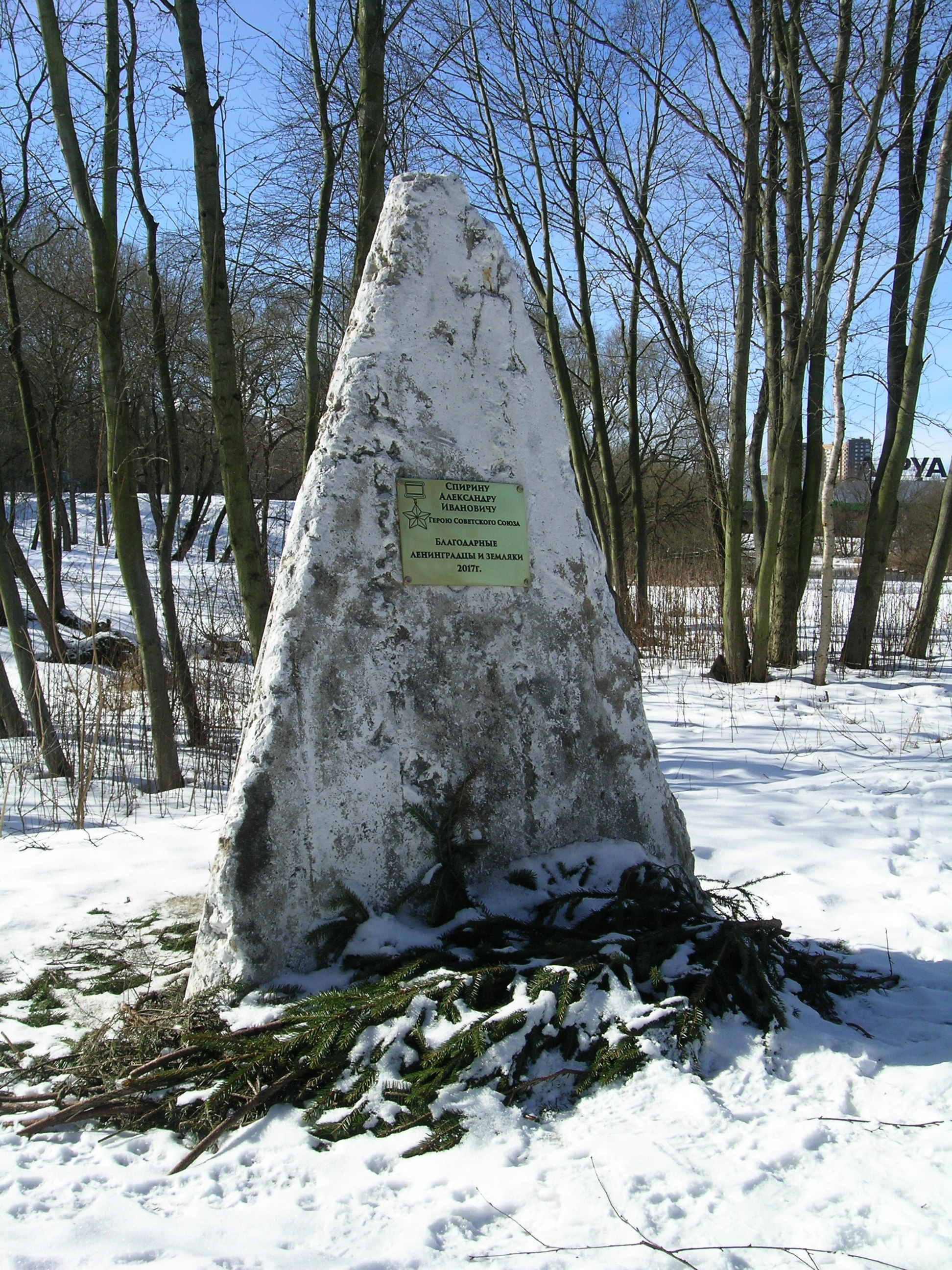
8.12.2017 в Полежаевском парке на Аллее Славы открыт памятный знак (бетонный противотанковый надолб с табличкой) в честь А. И. Спирина
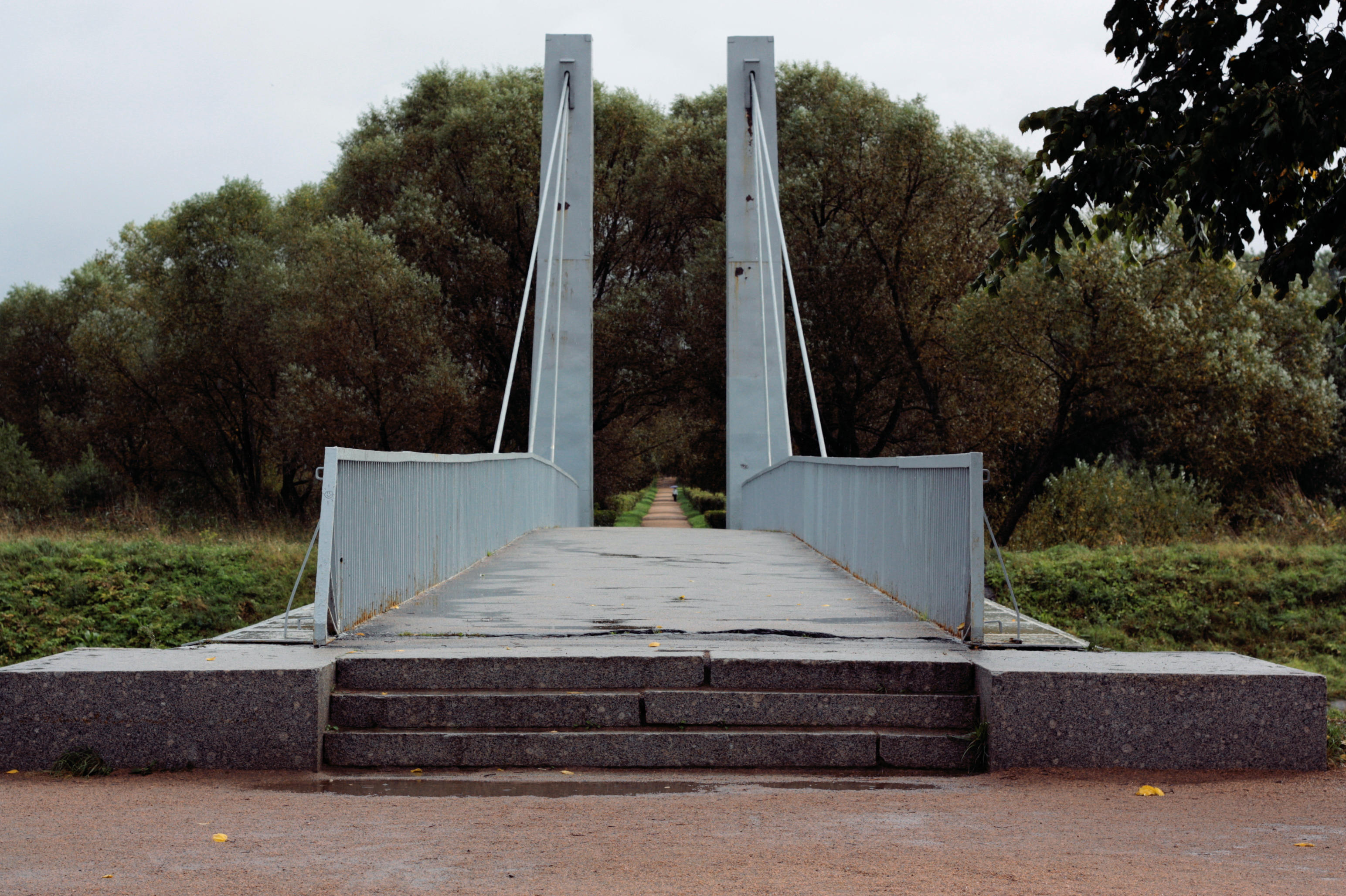
Вид Аллеи Славы и моста через Дудергофский канал

## Транспорт
- ближайшая станция метро: проспект Ветеранов
- Со стороны ул. Чекистов и ул. Партизана Германа:

1. Автобусы №№ 2, 2А, 87, 103, 111, 165, 265, 229
2. Троллейбус № 48
3. Маршрутное такси № 486В

- По проспекту Ветеранов:

1. Троллейбусы №№ 37, 46
2. Автобусы №№ 68, 68А, 130, 284, 297, 329, 343Э
3. Маршрутное такси № 635
4. Трамвай № 52 — Остановка «Авангардная улица»

- По проспекту Народного Ополчения:

1. Автобусы №№ 2, 2А, 87, 111, 130, 163, 165, 297

- По Петергофскому шоссе:

1. Автобусы №№ 103, 162, 200, 201, 204Э, 210, 401, 486.
2. Маршрутные такси №№ 401А, 650А
3. Трамваи №№ 36, 60 — Остановка «Аллея Славы» (переход не оборудован)[4].